# کوه سوماگایا
کوه سوماگایا (به لاتین: Mount Sumagaya) یک کوه در فیلیپین است که در Northern Mindanao واقع شده‌است. کوه سوماگایا ۲٬۲۴۸ متر بالاتر از سطح دریا واقع شده‌است.